# گرد عثمان قره
گرد عثمان قره مربوط به دوران پیش از تاریخ ایران باستان است و در استان آذربایجان غربی، شمال بوکان واقع شده و این اثر در تاریخ ۱۶ دی ۱۳۴۵ با شمارهٔ ثبت ۵۸۶ به‌عنوان یکی از آثار ملی ایران به ثبت رسیده است.